# Юрово (Костромская область)
Юрово — село в Макарьевском районе Костромской области России. Входит в Горчухинское сельское поселение.

## География
Расположено в лесистой местности недалеко от границы с Нижегородской областью, примерно в 42 км к югу от Макарьева и в 175 км к востоку от Костромы. Стоит на берегах рек Чёрный Лух, Поповка и Юровка.

## История
Основано в 1781 году. В селе сохранилось чёткое разделение на село и деревню (по реке Юровке).

## Население
| 2008 | 2010 | 2014 | 2024 |
| ---- | ---- | ---- | ---- |
| 503  | ↘452 | ↘414 | ↘369 |

## Инфраструктура
В селе имеются магазины, почтовое отделение, детский сад, школа, дом культуры и частный музей Унжлага. В центре села находятся действующий ныне собор и парк отдыха с памятником воинам, участвовавшим в Великой Отечественной войне.

## Транспорт
Проходит автодорога регионального значения «Горчуха — Юрово — Рымы — граница области» (идентификационный номер 34 ОП РЗ 34К-138)  (Постановление Администрации Костромской области от 4 сентября 2006 года N 71-а Об утверждении перечней автомобильных дорог общего пользования регионального или межмуниципального значения в Костромской области (с изменениями на 16 декабря 2019 года)).